# Seznam slovenistov, ki delujejo v tujini
- Marija Bajzek Lukač
- Marta Cmiel-Bażant
- Zdzisław Darasz
- Előd Dudás
- Marc L. Greenberg
- Aleksander Isačenko
- Peter Jurgec
- Herta Maurer-Lausegger
- Bruno Meriggi
- Pavle Merkù
- Erich Prunč
- Joseph Paternost
- Olga Sergejevna Plotnikova
- Bojana Stojanović-Pantović
- Katja Sturm-Schnabl
- Emil Tokarz
- Bożena Tokarz

## Lektorji slovenščine v tujini
- Michael Biggins (Seatlle)
- Maria Bidovec (Neapelj)
- Boštjan Božič (Moskva)
- Vesna Bukovec (Lodž)
- Roberto Dapit (Videm)
- Katarina Dovč (Bukarešta)
- Boštjan Dvorak (Berlin)
- Ana Fras (Granada)
- Simona Gotal (Zagreb)
- Maša Guštin (Gdansk)
- Elizabeta Jenko (Dunaj)
- Marjanca Jerman (München)
- Mojca Jesenovec (Sombotel)
- Tina Jugović (Katovice)
- Andreja Kalc (Kijev)
- Irma Kern (Tübingen)
- Meta Klinar (Tokio)
- Nejc Robida (Köln)
- Jelena Konicka (Vilna)
- Mateja Kosi (Brno)
- Aleš Kozar (Pardubice)
- Maja Kračun (Cordoba)
- Klemen Lah (Zadar)
- Rada Lečič (Trst)
- Polona Liberšar (Padova)
- Magda Lojk (Praga)
- Metka Lokar (Peking)
- Tjaša Lorbek (Buenos Aires)
- Primož Lubej (Lvov)
- Karin Marc Bratina (Trst)
- Pavel Ocepek (Sarajevo)
- Mladen Pavičič (Budimpešta)
- Ivana Petric Lasnik (Brugge, Gent)
- Sanja Pirc (Rim)
- Marta Pirnat Greenberg (Lawrence)
- Maja Rančigaj Beneš (London, Nottingham)
- Mateja Rozman (Lizbona)
- Petra Seitl (Pariz)
- Slavo Šerc (Regensburg)
- Eva Šprager (Sofija)
- Jasmina Šuler Galos (Varšava)
- Andrej Šurla (Gradec)
- Saša Vojtechová Poklač (Bratislava, Nitra)
- Tatjana Vučajnk (Celovec)
- Luka Zibelnik (Cleveland)
- Maja Đukanović (Beograd)